# ألكسيس غيران
ألكسيس غيران (بالفرنسية: Alexis Guérin)‏ هو دراج فرنسي، ولد في 6 يونيو 1992 في ليبورني في فرنسا.

## وصلات خارجية
- الكسيس غيران على موقع الاتحاد الدولي للدراجات (الإنجليزية)
- الكسيس غيران على موقع أرشيف الدراجات (الإنجليزية)
- الكسيس غيران على موقع إحصائيات الدراجات الإحترافية (الإنجليزية)
- الكسيس غيران على موقع نسبة الدراجات (الإنجليزية)